# Mascarenotus grucheti
Mascarenotus grucheti é uma espécie extinta de coruja que era endêmica de Reunião, uma das ilhas Mascarenhas. A ave foi extinta antes de ser descrita em vida; ela só é conhecida a partir de ossos subfósseis. Pertence ao gênero Mascarenotus, que reúne corujas nativas das Mascarenhas, sendo provavelmente semelhante a Coruja-de-Orelha em tamanho e aparência, porém com as pernas quase depenadas, mas de acordo com estudos desta espécie, ela e seus parentes podem possivelmente pertencer ao gênero Otus, descendendo da Otus sunia.